# Barrio Simón Bolívar (Municipio Lagunillas)
El Barrio Simón Bolívar es uno de los barrios más grandes del municipio  Lagunillas Se encuentra en la Parroquia Libertad al (Noroeste del Municipio Lagunillas) entre la avenida #33 y #34. Al sur limita con la parroquia Alonso de Ojeda, y al norte con el Municipio Simón Bolívar. Es una comunidad socialmente activa, en ellas hay diversas compañías, una línea de carros por puestos y da paso a la Nueva Venezuela. Su asentamiento fue planificado por personas cercanas a ella, debido a que era una hacienda que no era utilizada, fue invadía poco a poco. Actualmente las avenidas principales y diversas calles y callejones se encuentran viables, el municipio goza de un alumbrado.

## Historia
Este barrio fue fundado alrededor de 1968 por varias familias provenientes de los lugares cercanos a ella que decidieron invadir un terreno vardia que se extendía desde la avenida #33 hasta la “K”, en aquel entonces, estas familias carecían de todos los servicios, tales como: Agua, luz, calles asfaltadas, avenidas, escuelas
Para conseguir el agua tenían que despertarse a las 5:00 AM. Y caminar una larga distancia desde donde ellos vivían; llegaban a un lugar donde había un poso de agua. Cansados de un grupo de mujeres que las llamaban “Las Alegres” se bañaran en ese mismo poso, ellos mismos mandaron a construir una grampa de 36 Pulgadas para tener agua, esa grampa se utiliza hasta hoy día.
El Barrio anteriormente se llamaba  Monte Villa. A medida que fueron pasando los años, se fueron incorporando más y más familias, hasta fundar el Barrio completo como hasta ahora se conoce, anexándose el “Barrio Simón Rodríguez” y el “Sector Guadama”. 
Ya que el barrio era muy extenso se dividió en dos sectores, tales son; “Sector I y Sector II”, para así conseguir los servicios que se necesitaban.
El Sector “I” que está ubicado entre la avenida #33 y #34 y San Antonia con carretera “L”, hasta la calle 4. El Sector “II” se ubica en la misma dirección pero sería desde la calle 4 hasta la “K”. Ambos sectores gozan de casi todos los servicios públicos y grandes variedades de empresas, charcuterías, ferreterías, heladerías, panaderías, quioscos, etc.

## Origen Etimológico
El Barrio Simón Bolívar, adquiere su nombre en honor al Héroe y Libertador Venezolano Simón Bolívar quien Liberto a varios países de Latinoamérica.

## Clima
El barrio cuenta con un clima tropical de sabana; con temperaturas entre los 24 °C y que superan los 32 °C.

## Vegetación
La vegetación es de bosque tropical seco, y de sabanas, la cual ha sido muy intervenida por la mano del hombre, en ella podemos encontrar diversos árboles para bulevares plantados en la aceras por la alcaldía.

## Relieve
El relieve es normalmente plano,  aunque en algunos lugares se puede apreciar que presenta solo unos pocos metros de elevaciones. Los terrenos son de edad reciente u Holoceno.

## Transporte
El sistema de transporte público del Barrio es la línea de la Nueva Venezuela (Casco verde y letras blancas amarillas).

## Instituciones educativas
La única institución educativa en el barrio es el Colegio Dr. “José Rafael Goitia” (Anteriormente E.B.N.C. Simón Bolívar.
- Datos: Q5649729